# 董文静
董文静（1998年6月15日—），柳州人，中国女子羽毛球运动员。

## 簡歷
董文静原是广西女队的二号单打选手，及至2018年初从广西队上调中国国家羽毛球队，改为双打选手。
2018年2月，董文静出戰馬來西亞亞羅士打舉行的亞洲羽毛球團體錦標賽，助國家隊拿得女子團體比賽亞軍。

## 主要比賽成績
只列出曾進入準決賽的國際賽事成績：
| 年份   | 賽事                     | 公開賽級別 | 項目     | 搭檔   | 成績   |
| ------ | ------------------------ | ---------- | -------- | ------ | ------ |
| 2018年 | 亞洲羽毛球團體錦標賽     | 其他       | 女子團體 | －     | 亞軍   |
| 2019年 | 亞洲羽毛球混合團體錦標賽 | 其他       | 混合團體 | －     | 冠軍   |
| 2019年 | 紐西蘭羽毛球公開賽       | 超級300賽  | 女子雙打 | 冯雪颖 | 準決賽 |

| 2018-2026年 | 總決賽 | 超級1000賽 | 超級750賽 | 超級500賽 | 超級300賽 | 超級100賽 | 國際挑戰賽 | 國際系列賽 | 未來系列賽 | 其他 |

### 奧運會和世錦賽參賽紀錄
|          | 搭檔   | 2019 |
| -------- | ------ | ---- |
| 女子雙打 | 馮雪穎 | 32強 |